# 扁序黄耆
扁序黄耆（学名：Astragalus compressus）是豆科黄芪属的植物。分布于西西伯利亚、哈萨克斯坦以及中国大陆的甘肃、新疆等地，生长于海拔500米至1,200米的地区，一般生长在荒漠草甸、沙地、干旱坡地、沙砾地、冲积扇、沙丘及粘土戈壁，目前尚未由人工引种栽培。
种名compressus意为压扁的。